# Plamen Stoyanov
Plamen Stoyanov Kolev (Kazanlâk, Província de Stara Zagora, 8 de novembre de 1971) va ser un ciclista búlgar, que fou professional del 2001 al 2004. Del seu palmarès destaca el Campionat nacional en ruta de 2004.

## Palmarès
- 1994
  - 1r al Tour de Mevlana
- 1997
  - Vencedor d'una etapa a la Volta a Rodes
- 2000
  - 1r a la París-Rouen
- 2003
  - Vencedor d'una etapa al Critèrium del Dauphiné Libéré
- 2004
  -  Campió de Bulgària en ruta